# Magyar Filmdíj a legjobb sminkesnek (játékfilm)
A Magyar Filmdíj a legjobb sminknek elismerés a 2014-ben alapított Magyar Filmdíjak egyike, amelyet a Magyar Filmakadémia (MFA) tagjainak szavazata alapján ítélnek oda egy-egy év magyar filmterméséből legjobbnak tartott smink és fodrászmesternek.
A díjra történő jelölés nem automatikus; arra azon filmek alkotói jöhetnek számításba, amelyeket beneveztek a „legjobb játékfilm” kategóriába. Nevezni az előző év január 1. és december 31. között moziforgalmazásba került vagy kerülő (forgalmazói szándéknyilatkozattal rendelkező), illetve televíziós csatorna műsorára tűzött, vagy nemzetközi filmfesztiválon versenyben vagy versenyen kívül szerepelt nagyjátékfilmet lehet.
Miután a Filmakadémia smink- és maszkmesteri szekciójának tagjai január 1-je és 31-e között megnézték a benevezett játékfilmeket, titkos szavazással választják ki saját szakmájuk öt jelöltjét, akik felkerülnek a jelöltek listájára.
A listát február 1-jén hozzák nyilvánosságra. A jelölt alkotásokat a Magyar Filmhét műsorára tűzik.
A második körben az Akadémia tagjai e szűkített listáról választják ki egy újabb titkos szavazás során a díjra érdemesnek tartott személy(eke)t.
Az ünnepélyes díjátadóra Budapesten, a Magyar Filmhetet lezáró gálán kerül sor minden év március elején.
Az 1. Magyar Filmdíj kiosztásakor e kategóriában összevontan értékelték a legjobb smink-, fodrász- és maszkmesterek munkáját, ennek megfelelően a hivatalos megnevezése Magyar Filmdíj a legjobb smink-, fodrász- és maszkmesternek volt.

## Díjak és jelölések
A nyertesek a táblázat első sorában, félkövérrel vannak jelölve.
| Év (Gála) | Díjazottak és jelöltek | Megjegyzés |
| --------- | --- | ---------- |
| 2016 (1.) | - Horváth Csilla, Rácz Erzsébet, Kapás Nóra – Liza, a rókatündér - Ágoston Zsombor, Nagy Viktor – Swing - Forgács Erzsébet, Csatári Viktória, Elena Zvarich, Gabriela Pavlova, Desislava Ilkova, Balázs Krisztina – Anyám és más futóbolondok a családból - Hortobágyi Ernella, Végh Attila – Félvilág - Rácz Erzsébet, Vitray Júlia – Aglaja | [ 5 ]      |
| 2017 (2.) | - Gerő Szandra – Tiszta szívvel - Dobrovitz Szilvia – Kút - Hortobágyi Ernella – Hurok - Kund Barbara, Mettler Emese – #Sohavégetnemérős - Wéber Gitta, Cakó Noémi – Gondolj rám | [ 6 ]      |
| 2018 (3.) | - Fekete Rita, Makk Ildi, Jónás Kata – Kincsem - Koltai Nóra – Jupiter holdja - Kozma Éva – Aurora Borealis – Északi fény - Petrilla Orsolya – Testről és lélekről - Színek Klári, Tesner Anna – 1945 | [ 7 ]      |
| 2019 (4.) | - Forgács Böbe, Csatári Viktória – Napszállta - Hortobágyi Ernella (maszkmester) – Örök tél - Jónás Kata, Sári Kata, Horváth Rita – Valami Amerika 3. - Petrilla Orsolya, Károlyi Márk „Travis” – Nyitva - Titkos Bernadett (smink), Károlyi Márk „Travis” (fodrász) – Vándorszínészek                                                        | [ 8 ]      |